# 20. ceremonia wręczenia nagród Brytyjskiej Akademii Filmowej
20. ceremonia rozdania nagród Brytyjskiej Akademii Sztuk Filmowych i Telewizyjnych.
Najwięcej statuetek otrzymał film Morgan – przypadek do leczenia (5).

## Laureaci
Laureaci oznaczeni są wytłuszczeniem

### Najlepszy film
- Kto się boi Virginii Woolf?
- Doktor Żywago
- Morgan – przypadek do leczenia
- Szpieg, który przyszedł z zimnej strefy

### Najlepszy aktor
- Rod Steiger − Lombardzista
- Sidney Poitier − W cieniu dobrego drzewa
- Oskar Werner − Szpieg, który przyszedł z zimnej strefy
- Jean-Paul Belmondo − Szalony Piotruś

### Najlepszy brytyjski aktor
- Richard Burton − Szpieg, który przyszedł z zimnej strefy i Kto się boi Virginii Woolf?
- Michael Caine − Alfie
- Ralph Richardson − Chartum
- Ralph Richardson − Doktor Żywago
- Ralph Richardson − The Wrong Box
- David Warner − Morgan – przypadek do leczenia

### Najlepsza aktorka
- Jeanne Moreau − Viva Maria!
- Joan Hackett − Przyjaciółki
- Bibi Anderson − Viva Maria!

### Najlepsza brytyjska aktorka
- Elizabeth Taylor − Kto się boi Virginii Woolf?
- Julie Christie − Doktor Żywago
- Julie Christie − Fahrenheit 451
- Lynn Redgrave − Georgy Girl
- Vanessa Redgrave − Morgan – przypadek do leczenia

### Najlepszy brytyjski scenariusz
- David Mercer − Morgan – przypadek do leczenia

### Najlepszy brytyjski film
- Szpieg, który przyszedł z zimnej strefy
- Alfie
- Georgy Girl
- Morgan – przypadek do leczenia